# Karcsú bülbül
A karcsú bülbül (Phyllastrephus debilis) a madarak osztályának verébalakúak (Passeriformes) rendjébe, ezen belül a bülbülfélék (Pycnonotidae) családjába tartozó faj.

## Rendszerezése
A fajt William Lutley Sclater brit zoológus írta le 1899-ben, a Xenocichla nembe Xenocichla debilis néven.

## Alfajai
- Phyllastrephus debilis debilis (W. L. Sclater, 1899) – délkelet-Tanzánia, dél-Mozambik, kelet-Zimbabwe
- Phyllastrephus debilis rabai (Hartert & van Someren, 1921) – közép- és dél-Kenya partvidéke, északkelet-Tanzánia partvidéke;

## Előfordulása
Afrika keleti részén, Kenya, Mozambik, Tanzánia és Zimbabwe területén honos. Természetes élőhelyei a szubtrópusi és trópusi síkvidéki esőerdők, szavannák és cserjések. Állandó, nem vonuló faj.

## Megjelenése
Testhossza 24 centiméter.

## Életmódja
Rovarokkal táplálkozik. Monogám, decembertől májusig költ.

## Természetvédelmi helyzete
Elterjedési területe nagyon nagy, egyedszáma ugyan csökken, de még nem éri el a kritikus szintet. A Természetvédelmi Világszövetség Vörös listáján nem fenyegetett fajként szerepel.